# Нинет де Валуа
Дама Нине́тт де Валуа́ OM CH (фр. Ninette de Valois; настоящее имя — Идрис Станнус (англ. Edris Stannus); 6 июня 1898 — 8 марта 2001) — артистка балета, хореограф и балетный педагог ирландского происхождения. Была среди создателей и художественных руководителей (1931—1963) труппы «Сэдлерс-Уэллс балле» (с 1957 года Королевский балет Великобритании). Кавалер нескольких британских и зарубежных орденов, лауреат различных премией, почётный доктор музыки 4 университетов и колледжей.

## Биография

### Ранние годы
Родилась 6 июня 1898 года в доме Балтибойс, усадьбе XVIII века, недалеко от города Блессингтон, графство Уиклоу, Ирландия; имя при рождении Эдрис Станнус. Будучи членом дворянской семьи, она была второй дочерью подполковника Томаса Стэннуса (Орден «За выдающиеся заслуги»), офицера британской армии, и Элизабет Грейдон Смит, стеклодува, известной как «Лилит Стэннус». Она была праправнучкой по материнской линии писательницы Элизабет Грант Смит и праправнучкой шотландского политика Джона Питера Гранта. В 1905 году она переехала в Англию, чтобы жить со своей бабушкой в Кенте.

### Ранняя танцевальная карьера
Начала посещать уроки балета в 1908 году, в возрасте 10 лет. В 21 год стала прима-балериной в труппе оперного театра Бичема, выступавшего на сцене Королевского театра в Ковент-Гардене, и занималась с такими известными учителями своего времени, как Энрико Чекетти, Эдуард Эспиноза, и Николай Легат.
В 1923—1926 годах Нинетт де Валуа была участницей Русского балета Дягилева. В 1926 году стала основательницей Академии хореографического искусства.

### Вик-Уэллс балле
В 1931 году создала труппу «Вик-Уэллс балле» («Королевский балет»), которую возглавляла до 1963 года. На момент своего становления труппа насчитывала всего шесть танцовщиц, причем де Валуа работала ведущей танцовщицей и хореографом. Свою первую полноценную балетную постановку труппа преставила 5 мая 1931 года в театре «Олд Вик» с приглашенной звездой Антоном Долиным. Его первое выступление в театре Сэдлер Уэллс состоялось несколько дней спустя, 15 мая 1931 года. В результате успеха труппы де Валуа наняла новых танцовщиков и хореографов. Она сама окончательно ушла со сцены в 1933 году, после того как Алисия Маркова присоединилась к труппе и была назначена примой-балериной.
Поставила балеты «Иов» Р. Воана-Уильямса (1931) и «Шах и мат» А. Блисса (1937).
Написала книги «Приглашение в балет» (Invitation to the Ballet, 1937) и «Потанцуй со мной» (Come Dance with Me, 1957).
После ухода Николая Сергеева с позиции педагога балетной труппы «Садлерс-Уэллс», де Валуа пригласила хореографа русского происхождения Веру Волкову занять его место. После окончания Второй мировой войны она предложила Волковой заключить постоянный контракт — с тем условием, что та закроет свою лондонскую студию. Вера Волкова отказалась, после чего де Валуа запретила своим артистам посещать её студию:81.
Нинет де Валуа не переносила в театре неблагозвучных имён — до войны она меняла имена и фамилии многим танцовщикам, даже в 1990-х годах она не могла смириться с фамилией Деборы Булл, будучи уверенной, что «с этим что-то надо делать»:54.

### Личная жизнь
В 1935 году вышла замуж за ирландского хирурга Артура Корнелла. Детей не имела. Умерла в Лондоне на 103-м году жизни.

## Награды и признание
Почта Ирландии выпустила почтовую марку с её изображением.
- В 1954 году Нинет де Валуа стала первым лауреатом Коронационной премии королевы Елизаветы II